# Van Buren (Arkansas)
Van Buren is een plaats (city) in de Amerikaanse staat Arkansas, en valt bestuurlijk gezien onder Crawford County.

## Demografie
Bij de volkstelling in 2000 werd het aantal inwoners vastgesteld op 18.986.
In 2006 is het aantal inwoners door het United States Census Bureau geschat op 21.818, een stijging van 2832 (14.9%).

## Geografie
Volgens het United States Census Bureau beslaat de plaats een oppervlakte van
41,1 km², waarvan 39,0 km² land en 2,1 km² water. Van Buren ligt op ongeveer 143 m boven zeeniveau.

## Plaatsen in de nabije omgeving
De onderstaande figuur toont nabijgelegen plaatsen in een straal van 16 km rond Van Buren.